# Bombay Sapphire
Bombay Sapphire es una marca de ginebra, distribuida por la compañía Bacardí y lanzada al mercado en 1987. El nombre, que resultó elegido en un concurso en el participaron las principales agencias publicitarias del panorama internacional, hace referencia a los comienzos de la popularidad de la ginebra en India, en tiempos de la colonización británica.
La Bombay Sapphire es comercializada en botellas de vidrio azul claro, con los lados aplanados, en los que lleva grabados los distintos ingredientes que se usan para aromatizar la bebida. En la etiqueta luce un grabado que representa a la reina Victoria del Reino Unido.